# دوفي لويس
دوفي لويس (بالإنجليزية: Duffy Lewis) هو لاعب كرة قاعدة أمريكي، ولد في 18 أبريل 1888 في سان فرانسيسكو في الولايات المتحدة، وتوفي في 17 يونيو 1979 في سالم ‏ في الولايات المتحدة.

## وصلات خارجية
- دوفي لويس على موقعبيزبول رفرنس.كوم (الدوري الرئيسي) (الإنجليزية)
- دوفي لويس على موقعبيزبول رفرنس.كوم (الدوري الثانوي) (الإنجليزية)
- دوفي لويس على موقع جمعية أبحاث البيسبول الأمريكية (الإنجليزية)